# Apollos
Apollos (gr. Απολλως; skrót od Apollonius, gr. Απολλώνιος) – wczesny judeochrześcijanin, wymieniony parokrotnie w Nowym Testamencie. Był Judejczykiem, urodzonym w Aleksandrii.
Był prawdopodobnie uczniem Jana Chrzciciela – według relacji biblijnej znał tylko chrzest Janowy. Po raz pierwszy pojawia się w Dz 18,24-19,1 – gdy przybył do Efezu i zaczął nauczać w synagodze. Według Dziejów Apostolskich odznaczał się znajomością greckiej retoryki i wiedział już dużo o Jezusie. Zwrócił na siebie uwagę chrześcijan, a Pryscylla i Akwila, przyjaciele Pawła udzielili mu dalszych pouczeń o wierze chrześcijańskiej. 
Z Efezu wyruszył do Koryntu, gdzie przemawiał do Żydów, mówiąc im na podstawie Biblii (dosł. Pism) o Jezusie jako Mesjaszu, zbijał też ich argumenty. Według wariantu tekstowego w Kodeksie Bezy został przyjęty z entuzjazmem. W Koryncie poznał też Pawła. 
Kilka lat później powstały we wspólnocie korynckiej podziały. Część wierzących opowiedziała się za Apollosem, być może z racji na jego zdolności retoryczne. Paweł wspominał w 1. Liście do Koryntian o kilku stronnictwach, Apollosa, Piotra i Chrystusa, same zaś podziały poddał zdecydowanej krytyce. Encyklopedia Biblijna twierdzi, że Apollos nie miał jednak z nimi nic wspólnego, bo gdy wrócił do Efezu, nie chciał już ponownie odwiedzać Koryntu (1 Kor 16,12), choć Paweł go o to prosił. 
Wzmianka o Apollosie znajduje się jeszcze w Tt 3,13.

## Informacje z tradycji
Według tradycji przytoczonej przez Hieronima (Comment. ad Tit 3,13) Apollos miał później wrócić do Koryntu i zostać tam biskupem. Inne tradycje wczesnego chrześcijaństwa podają, że miał być biskupem w Dyrrhachium, w Epirze Nowym, albo w Cezarei. 
Niektórzy twierdzą, że mógł być autorem listu do Hebrajczyków – tak mówił np. Marcin Luter.